# Paraphytus africanus
Paraphytus africanus là một loài bọ cánh cứng trong họ Bọ hung (Scarabaeidae).